# Schmidl Adolf
Schmidl Adolf (Königswart, Csehország, 1802. május 18. – Buda, 1863. november 20.) geográfus, műegyetemi tanár, hazánk első tudományos barlangkutatója.

## Életrajza
Apja a Metternich család házi orvosa volt. 1805-től szüleivel Bécsben élt, itt végezte középiskolai tanulmányait. 1819-től bölcsészhallgató, 1822 és 1825 között jogot tanult. Először a bécsi érem- és régiségtárban dolgozott, majd az egyetem bölcsészkarán tanított. 1833-tól 12 évig a Lobkovitz hercegi családnál volt nevelő. 1844-től 1848-ig kiadta és szerkesztette az Oesterreichische Blätter für Literatur und Kunst című hirlapot és a Wiener Zeitungot 1848. július 1-jétől október közepéig. 1845-ben hosszabb utazást tett Németországban és Keleten. 1847-től a bécsi műegyetem földrajzi magántanára, a bécsi akadémia jegyzője. 1857-ben meghívták a budai Királyi József Műegyetemre földrajztanárnak. Megtanult magyarul, s midőn a német tanároknak el kellett hagyniuk az országot, ő állásában maradhatott, haláláig tanított.

## Tudományos munkássága
Bár humán végzettségű volt, jelentős eredményeket a természettudomány terén ért el. A földrajz különböző ágait felölelő könyveinek száma meghaladja a harmincat, köztük több tankönyv található. Legjelentősebbek a barlangokra vonatkozó írásai. Vizsgálatokat nemcsak hazánk, hanem az egész Monarchia területén végzett, fő kutatási területei: Ausztria (1858), Szlovénia karsztvidékei (1854), a Bihar-hegység (1863), a Szilicei-jégbarlang, a Baradla- (1856) és az Abaligeti-barlang (1863). Szlovéniai vizsgálatai során számos barlangot járt be elsőként, és megfejtette bonyolult vízrajzi összefüggéseiket. A Baradlában végzett munkája során nemcsak elődei ismereteit foglalta össze, de önálló megfigyeléseket, méréseket is végzett. A Bihar-hegységet 1858-tól négy éven át vizsgálta, s nyomtatásban megjelent monográfiája e vidék első tudományos igényű részletes leírása. Tudományosan megalapozott, rendszeres kutatásai alapján a nemzetközi irodalom a „barlangtan atyjaként” tartja számon. A budai hőforrásokról készített tanulmánya befejezetlen maradt.

## Munkái
- Der Schneeberg in Unterösterreich. Wien, 1831.
- Wien, wie es ist. Wien, 1832. (2. kiadás 1836., franciául és németül is megjelent 1837-ben, franciául 1847-ben.) Az 1837-es bécsi kiadás
- Reisehandbuch durch das Erzherzogthum Oesterreich mit Salzburg, Obersteyermark und Tirol. Auf Kosten des Herausgebers, Reichard, Güns / Volckmar. Leipzig 1834.
- Reisehandbuch durch das Königreich Ungarn mit den seinen Nebenländern... Wien, 1835.
- Wiens Umgebungen auf zwanzig Stunden im Umkreise. Nach eigenen Wanderungen geschildert. Carl Gerold, Wien.

1. Band, 1835 
2. Band, 1838 
3. Band. Mit Beiträgen von J. Feil 1839 
- Das Kaiserthum Oesterreich. Stuttgart, 1837-43. Két kötet.
- Handbuch für Reisende nach Tirol, Salzburg und Erzherzogthum Oesterreich. Stuttgart, 1840. Online
- Das Kaiserthum Oesterreich. In zwei Bänden mit vielen artistischen Beigaben. J. Scheible, Stuttgart.

1. Band: Die Alpenländer. 1841. 
2. Band: Die Sudeten und Karparthen-Länder. 1843. 
- Eine Woche in Wien. Zuverlässiger und zeitsparender Führer durch die Kaiserstadt und ihre nächsten Umgebungen. Carl Gerold, Wien 1842.
- Das Königreich Böhmen. J. Scheible. Stuttgart, 1843.
- Wegweiser in die Adelsberger Grotte und die benachbarten Höhlen des Karst. Nach neuen Untersuchungen in den Jahren 1850-1852. In Commission bei Wilhelm Braumüller, Wien 1853.
- Die Grotten und Höhlen von Adelsberg, Lueg, Planina und Laas. Wien, 1854.
- Zur Höhlenkunde des Karstes. (Die Grotten und Höhlen von Adelsberg, Lueg, Planina und Laas.) Mit Beiträgen von A. Pokorny, Ignaz Rudolph Schiner und W. Zippe. Mit einem Heft Tafeln in Folio [fehlt]. Wilhelm Braumüller, Wien 1854.
- Die Baradla-Höhle bei Aggtelek und die Lednica-Eishöhle bei Szilitze im Gömörer Comitate Ungarns. In Commission bei Karl Gerold’s Sohn, Wien 1857. ,
- Die österreichischen Höhlen Pest, Emich Gusztáv kiadása, 1858.
- Geographie für Handels- und gewerbeschulen. Pest, 1858.
- Die Donau von Wien bis zur Mündung. Leipzig, 1859.
- Die Elemente der Geographie in 2 Lehrcursen für Untergymnasien und Unter-Realschulen. Pest, 1860.
- Abriss einer Industrie- und Handelsgeographie. Pest, 1860.
- Das Bihar-Gebirge an der Grenze von Ungarn und Siebenbürgen. Wien, 1863. 4 tábla rajzzal.
- Die Abaligeter Höhle. Wien, 1863.
- Die Ofner Thermen. Oesterr. Revue, 1863.